# Lago Granville
O lago Granville é um lago de água doce localizado na província de Manitoba, no Canadá.

## Descrição
Este lago tem nas suas margens um assentamento de povos indígenas, a aldeia denominada Granville Lake, localidade este que em 2006, e de acordo os dados dos censos nas Statistics Canada tinha uma população de 98 habitantes que viviam em 16 residências.